# Frontier Flying Service
Frontier Flying Service – amerykańska linia lotnicza z siedzibą w Fairbanks. Głównym hubem jest port lotniczy Fairbanks.

## Flota
| Typ                      | liczba |
| ------------------------ | ------ |
| Piper PA-31-350          | 2      |
| Raytheon Beech BE-1900-C | 2      |
| Shorts SD3-30            | 1      |